# Destuntzia
Destuntzia — рід грибів родини гомфові (Gomphaceae). Назва вперше опублікована 1985 року.

## Класифікація
До роду Destuntzia відносять 5 видів:
- Destuntzia fusca
- Destuntzia rubra
- Destuntzia saylorii
- Destuntzia solstitialis
- Destuntzia subborealis